# セント・ジェームズ宮殿

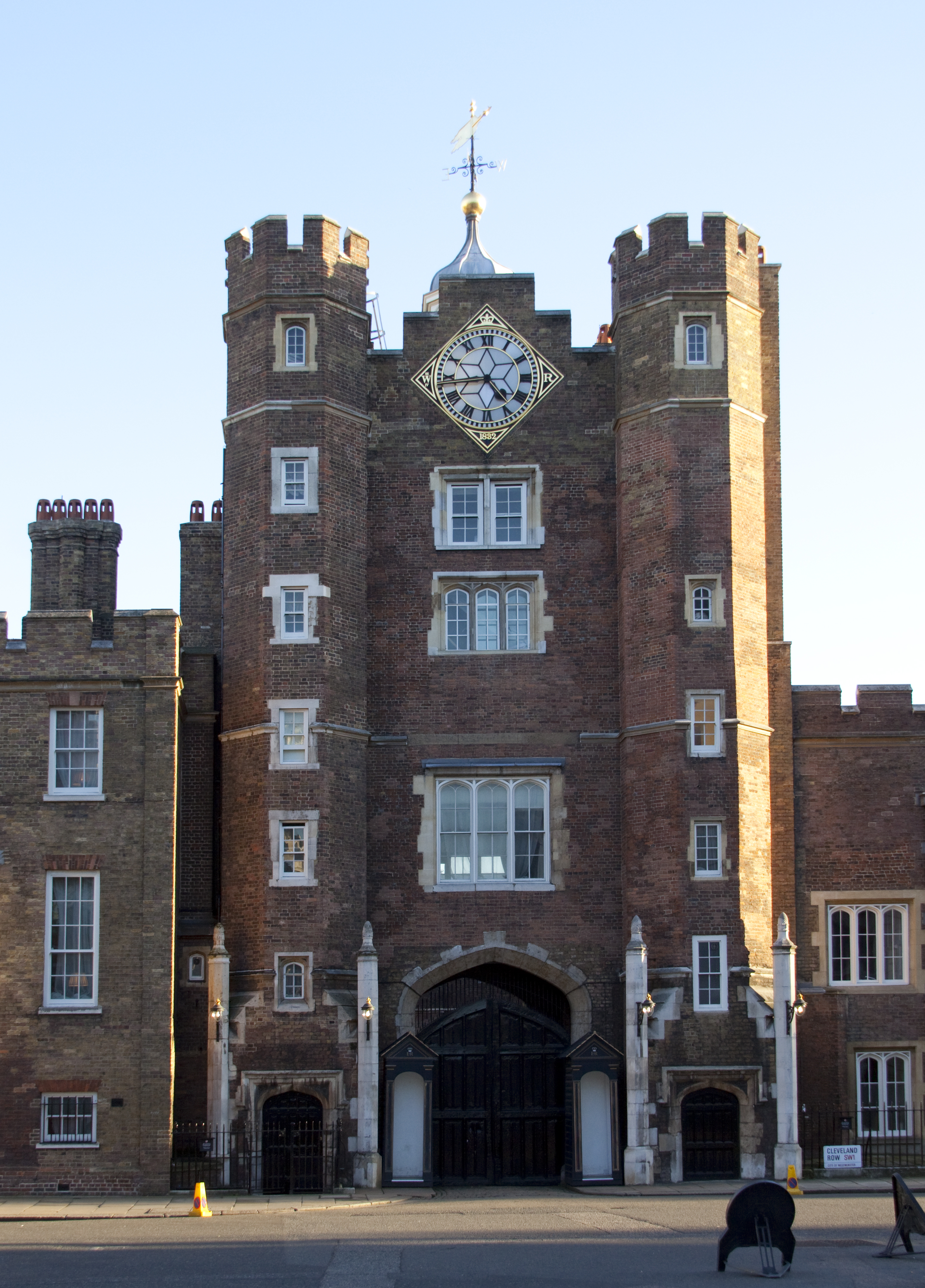
ヘンリー8世時代から残る、ペル・メル側の宮殿メイン・エントランス

セント・ジェームズ宮殿（St. James's Palace）は、ロンドンのシティ・オブ・ウェストミンスターにある最も古い宮殿の一つ。セント・ジェームズ・パークのちょうど北側、ペル・メルにある。

## 歴史

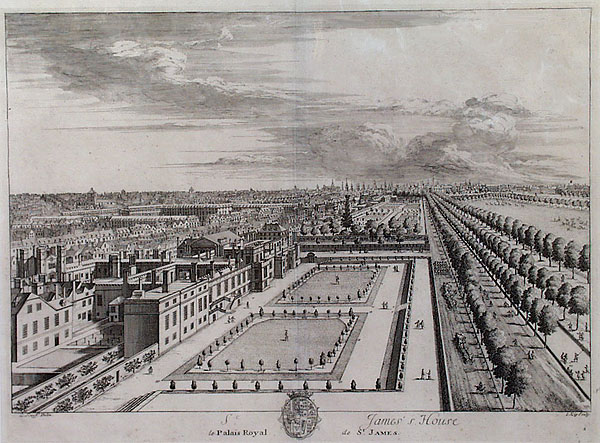
セント・ジェームズ宮殿とペル・メル。1715年のジャン・キップの絵より

宮殿はヘンリー8世の命令で、聖ジェームズに捧げられたハンセン病患者用病院がかつてあった場所に建てられた。新宮殿は、ヘンリー8世がホワイトホール宮殿に次いで肩入れしたもので、4つの中庭を囲むテューダー様式の赤煉瓦で建設された。多角形の小塔の側に立つ門番小屋が、今も北側に残る。ホワイトホール宮殿が火事で使用できなくなった1698年から、ロンドンでのステュアート王家の第一の王宮となり、王朝の行政の中枢となった（この役割は今も残る）。メアリー1世はここで亡くなり、彼女の心臓と内臓は宮殿内の王室礼拝堂に埋葬された。エリザベス1世は、スペインのアルマダ艦隊がイギリス海峡を航行するのを待つ間、夜をこの宮殿で過ごしたと言われている。チャールズ1世は、処刑前夜にここに泊まり、少なくともぐっすり眠った。オリヴァー・クロムウェルは宮殿を引き継ぐと、共和制の間兵舎として使用させた。
ハノーヴァー王家の最初の3代の王たちは、他のヨーロッパ王家の都市宮殿の豪勢さとはほど遠いセント・ジェームズ宮殿を、ロンドンでの第一の王宮として使用していた。ダニエル・デフォーは1725年に、宮殿を「安っぽくてみすぼらしい」と言及している。1809年、火事が起き、王家の私室のある南東角を含む宮殿の一部が損傷した。この私室は修復されず、クイーンズ・チャペルが孤立して残った。宮殿とチャペルの間には、今日マールバラ・ロードが走っている。ジョージ3世は、王妃シャーロットを戻すためにバッキンガム・ハウス（バッキンガム宮殿の前身）を1762年に購入した。宮殿は、引き続いて19世紀前半まで重要な場所として使用されていた。次第に、限られた公式行事、歓迎式典、王家の結婚式、洗礼式などに使用されるだけになっていった。ヴィクトリア女王は、1837年に形式的に引っ越しをし、王家の住まいとしてのセント・ジェームズ宮殿の地位は役目を終えた。いくつかの建造物と内装がクリストファー・レンとウィリアム・ケントの手で修復されたが、多くは19世紀中に改造された。ウィリアム・モリスとその仲間たちは、1866年から1967年にかけ、武器庫とタペストリーの間の再装飾を命じられた。

## 現在
セント・ジェームズ宮殿は、現在も使用され、宮廷もこの場所を公的な住所にしている。外国からイギリスへ派遣された大使たちは、バッキンガム宮殿で国王／女王に信任状を奉呈するというのに、いまだ名目上は「セント・ジェームズ宮廷の下」（près la Cour de St. James）に派遣されたことになっている。2022年9月8日にエリザベス2世が崩御した2日後に王位継承評議会が開催され、後継者チャールズ3世の公式な即位が布告されたのもセント・ジェームズ宮殿においてであった。そのためダウニング街を首相府の代名詞に使用するように「セント・ジェームズ宮殿」は王室の代名詞である。宮殿は、アン王女とアレクサンドラ王女（ケント公ジョージの長女。エリザベス2世の従妹）のロンドンでの住居とされている。宮殿の形体は、不規則に広がった建物が宮廷オフィス、公用棟として建つ。混合部分には、かつてプリンス・オブ・ウェールズ時代のチャールズ3世と息子のウィリアム王子、ヘンリー王子が住んでいたヨーク・ハウス、イギリス政府が公式歓迎式典用に使用していたランカスター・ハウスがある。かつてエリザベス王太后が住み、のちプリンス・オブ・ウェールズ邸となったクラレンス・ハウスが近くにある。
イニゴー・ジョーンズの建てたクイーンズ・チャペルは、セント・ジェームズ宮殿に隣接する。セント・ジェームズ宮殿は宮内省から派遣された護衛兵がいる、ロンドンの4つの建物の一つである（他の3カ所は、バッキンガム宮殿、クラレンス・ハウス、ホース・ガーズである）。